# Yusuke Kobayashi (fodboldspiller, født 1994)
 For alternative betydninger, se Yusuke Kobayashi. (Se også artikler, som begynder med Yusuke Kobayashi)
Yusuke Kobayashi (født 23. oktober 1994) er en japansk fodboldspiller, som spiller for den japanske fodboldklub Kashiwa Reysol.